# Гуди (знак)
Гуди — надстрочный контактный диакритический знак письменности телугу, являющийся огласовкой «И» или нестрочной формой буквы икараму. Долгое «И» обозначается символом гуди-диргхаму.
- Пример: విష్ణువు — Вишну, లిబియా — Ливия, సిరియా — Сирия, ఇటలీ — Италия.

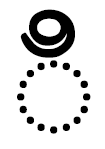
Круглый гуди
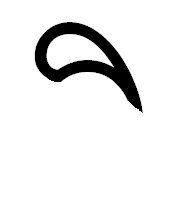
Полукруглый гуди
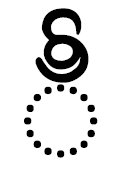
Гуди диргхаму